# Erjiegou (köpinghuvudort i Kina, Liaoning Sheng, lat 40,85, long 122,08)
Erjiegou är en köpinghuvudort i Kina. Den ligger i provinsen Liaoning, i den nordöstra delen av landet, omkring 150 kilometer sydväst om provinshuvudstaden Shenyang. Antalet invånare är 26 837. Befolkningen består av 13 425 kvinnor och 13 412 män. Barn under 15 år utgör 13,0 %, vuxna 15-64 år 79 %, och äldre över 65 år 6,0 %.
Runt Erjiegou är det tätbefolkat, med 397 invånare per kvadratkilometer. Närmaste större samhälle är Shuiyuan, 7,6 km sydost om Erjiegou. Trakten runt Erjiegou består till största delen av jordbruksmark.
Genomsnittlig årsnederbörd är 870 millimeter. Den regnigaste månaden är juli, med i genomsnitt 212 mm nederbörd, och den torraste är januari, med 8 mm nederbörd.